# Manuel Baturone Colombo
Manuel Baturone Colombo (San Fernando (Cadis), 1895 - Barcelona, 30 d'agost de 1977) fou un militar espanyol, capità general d'Aragó i germà del ministre franquista Adolfo Baturone Colombo. Va ser pare del pilot d'automobilisme Eugenio Baturone Ribas i del jugador de bàsquet Enrique Baturone Ribas.
Ingressà a l'exèrcit en 1912 i va lluitar durant la guerra civil espanyola en el bàndol revoltat al front d'Andalusia. En 1939 va ascendir a coronel i en 1942 a general de brigada. En 1945 fou enviat amb la 123a Divisió a l'Empordà, amb base a Vilabertran, per tal de lluitar contra els maquis antifranquistes als Pirineus. En 1946 fou ascendit a general de divisió i fou nomenat cap de la 41a Divisió estacionada a Girona. En 1954 ascendí a tinent general i fou nomenat Capità general de la V Regió Militar en substitució de Francisco Franco Salgado-Araujo. va romandre en el càrrec fins 1961, quan passà a la reserva. En 1956 fou condecorat amb l'Orde de Cisneros